# Хаубнер, Урсула
Урсула Хаубнер (нем. Ursula Haubner; род. 22 декабря 1945, Бад-Гойзерн) — австрийский политический деятель, член Австрийской партии свободы, в 2004—2005 годах председатель партии, с 2005 года член Альянса за будущее Австрии. Старшая сестра Йорга Хайдера, лидера АПС и АБА. В 1965 году окончила бизнес-колледж, а также педагогическую академию, преподавала экономику. С конца 1980-х годов в политике, в 1994—1996 годах член Федерального совета от АПС, в 1997—2003 годах в правительстве федеральной земли Верхняя Австрия, где занимала должность советника по окружающей среде, делам женщин и правам потребителей. С января 2003 по январь 2007 года работала в должности министра социальной политики Австрии. В 2006—2013 годах являлась членом Национального совета от АБА, куда перешла вслед за братом.